# Alternaria sidae
Alternaria sidae är en svampart som beskrevs av E.G. Simmons 2003. Alternaria sidae ingår i släktet Alternaria och familjen Pleosporaceae.   Inga underarter finns listade i Catalogue of Life.